# Parujr Sewak
Parujr Sewak – wieś w Armenii, w prowincji Ararat. W 2011 roku liczyła 398 mieszkańców.